# Zaïko Langa Langa
Zaïko Langa Langa es una banda de rumba congoleña formada en Kinsasa, en 1969. Fue establecida por D.V. Moanda, Henri Mongombe, Marcellin Delo y André Bita, la banda evolucionó del Orchestre Bel Guide National, que se considera la predecesora de Zaïko.
Liderados por Jossart N'Yoka Longo, son vistos como el grupo africano más influyente y han participado en la evolución e innovación del principal género musical en el Congo, la rumba congoleña.
Debido a varias escisiones del grupo, nació el clan Langa Langa, que reunía a todos los disidentes del gran Zaïko (incluidos Viva La Musica, Isifi Lokole, Choc Stars, Langa Langa Stars, Quartier Latin).
En 2000, Zaïko Langa Langa fue galardonado por la Asociación de Medios Congoleños como el mejor grupo musical congoleño del siglo XX.

## Historia

### Creación y apogeo (1969-1979)

#### Creación (1969-1973)
Una banda de jóvenes músicos llamada Bel Guide National había estado activa desde 1967. Esta orquesta incluía a N'Yoka Longo, Manuaku Waku, Enoch Zamuangana, Teddy Sukami y Gégé Mangaya como músicos, y también a D.V. Moanda como administrador. Un año después, el 23 de diciembre de 1969, un joven llamado Jules Shungu Wembadio (cuyo nombre artístico era Jules Presley, más tarde Papa Wemba), amigo de los primos Mangaya, se acercó a un ensayo de Bel Guide y cantó acompañado de Manuaku a la guitarra. Moanda, impresionado por el desempeño de Jules, decidió disolver Bel Guide para formar un nuevo grupo manteniendo a Wemba y algunos miembros del equipo.
Al día siguiente, 24 de diciembre, alrededor de las 15:00 horas, se llevó a cabo una reunión en la casa de la familia Mangaya, en la avenida Popo Kabaka 10, donde D.V. Moanda, Henri Mongombe, Marcellin Delo y André Bita formaron Zaïko Langa Langa, con Jules Shungu, Manuaku Waku, Jossart N’Yoka y Teddy Sukami como cofundadores. En los días siguientes, varios músicos se unieron a la banda, incluidos Matima Mpiosso, Siméon Mavuela y Evoloko Jocker.
El 24 de marzo de 1970, la Orchestre Zaïko Langa Langa tocó su primer concierto en el Bar Dancing Hawai, y más tarde ese mismo año grabaron canciones para Polydor Records y otros sellos congoleños y lanzaron el sencillo "Mosinzo Nganga / Pauline". Las pistas fueron compuestas respectivamente por Teddy Sukami y Jules Presley Shungu. Jossart también lanzó una de sus primeras canciones "La Tout Neige" en un sencillo.
Influenciado por la joven banda Los Nickelos, el estilo musical de estos últimos fue muy destacable en las primeras canciones de Zaïko.
El grupo se dividió en dos secciones, típica y pop: Jules Shungu Wembadio, Jossart N'Yoka Longo, Antoine Evoloko Bitumba, Siméon Mavuela, Pierre Nkumu, Mashakado Nzolantima a la voz (los dos últimos de la sección pop), Félix Manuaku Waku, Enoch Zamuangana, Teddy Sukami, Damien Ndebo y Zéphyrin Matima Mpioso a las guitarras (este último de la sección pop), Beaudoin Mitsho a la batería y Ephraim a las congas. Todavía en 1970, precisamente en marzo, el baterista Bimi Ombale se unió a la formación pop de la banda. En ese momento, la banda estaba ubicada en la Comuna de Kasa-Vubu.
Una de las primeras innovaciones de Zaïko fue la eliminación de la sección de vientos en sus canciones, al contrario de TPOK Jazz. La aparición de la banda surgió como la tercera generación de música congoleña (la primera generación incluía a Wendo Kolosoy, Adou Elenga, Antoine Kasongo y otros; la segunda generación incluía a TPOK Jazz y l'African Jazz).
En 1971, Ombale estaba interesado en cantar, pero no todos los miembros querían que cantara, lo que provocó una disputa. Decepcionado después de esto, dejó el grupo para unirse a Tabou National. Sin embargo, unos meses después, se reincorporó a la orquesta. Las nuevas incorporaciones a la formación de la banda este año fueron: el bajista Muaka Mbeka, apodado Bapius, el percusionista Belobi Ng'Ekerme, apodado Meridjo, y el vocalista Efonge Isekofeta, conocido como Gina wa Gina. Todos ellos se incorporaron a principios de 1971
No mucho después de su llegada, Bapius estableció un estilo de tocar el bajo llamado trombón o también kindobika que difería de las influencias de la banda. Según él mismo, se inspiró en la música tradicional de Kongo y también en los bailes que realizaba como boy scout. Efonge también brilla luego de que su canción "Consolation", publicada en 1972, se convirtiera en un éxito. Meridjo pasó de las congas a la batería, tras la marcha de Ombale. El solista de la sección pop, Mbuta Matima, pasó a la sección típica
En ese momento, Zaïko Langa Langa se convirtió en una de las mejores bandas de Zaire.
Zaïko Langa Langa publicó más de cincuenta sencillos durante 1971-74.

#### Creación del Cavacha, participación al Zaire 74 (1973-1979)
Zaïko Langa Langa se unió al sello emblemático de Verckys, les Éditions Vévé.
En 1973, durante un viaje en tren de Pointe-Noire a Kinshasa, los miembros de Zaïko cantaron acompañados de Meridjo que tenía baquetas. Evoloko le propone a este último la idea de imitar el sonido del tren con la caja. Belobi fue pionero en la idea y dio a luz a la cavacha, el ritmo de batería (caja y charleston) más utilizado en el África subsahariana. Según Oncle Bapius, "Mbeya Mbeya", compuesta por Evoloko en 1973, es una de las primeras canciones en incluir el ritmo de la cavacha.
Por primera vez en su existencia, Zaïko Langa Langa fue premiada por la Asociación de Cronistas de Música de Zaire como "Mejor Orquesta de Zaire", todavía en 1973.
Evoloko Jocker surgió como posiblemente el miembro más popular de la banda, al que se le atribuye la invención de una moda de baile también llamada cavacha, que se extendió por África oriental y central durante los años setenta.
A mediados de 1974, Meridjo fue detenido y encarcelado en la prisión de Ekafela con una condena de 21 meses. Luego de esta incidencia, se incorporó Bakunde Ilo Pablo, baterista del grupo Chem Chem Yetu, en reemplazo de Belobi durante su ausencia. No mucho después de su integración, logró un alto nivel de éxito tras el lanzamiento de dos de sus composiciones, "Ndonge" y "Ando", como sencillos.
En este mismo período, Bozi Boziana integra la composición del grupo en reemplazo de Gina Efonge, quien padecía depresión.
En septiembre de 1974, Zaïko Langa Langa participó en el festival de música Zaire 74, junto con TPOK Jazz, Tabu Ley Rochereau, Orchester Stukas, James Brown y muchos otros músicos estadounidenses. Su actuación duró 45 minutos. En el mismo año, se lanzó el LP debut de Zaïko Langa Langa titulado "Non Stop Dancing", que contiene 6 canciones, incluidos los éxitos "Eluzam" y "Mbeya Mbeya".
En diciembre de 1974, la Orchestre Zaïko sobrevivió a su primera escisión. Papa Wemba, Evoloko Jocker, Bozi Boziana y Mavuela Somo se fueron y formaron Isifi Lokole. Años después, esta formación también se separó y dio origen a Yoka Lokole, de la que también se separó y surgió Viva La Música en diciembre de 1976.
Recibieron dos premios en ese año: Mejor Orquesta de Zaire y Mejor Estrella del Año (Evoloko Jocker).
"Mizou" fue uno de los primeros sencillos de la banda, lanzado a principios de 1975. Para llenar el vacío dejado por los miembros de Isifi Lokole, los cantantes Likinga Redo y Lengi Lenga Nsumbu se unieron al grupo. Mbuta Mashakado cambia de sección pop a típica. En la segunda mitad de 1975 se editaron los sencillos "Eboza", "Yudasi" y "Elo". Este último tuvo mucho éxito cuando se estrenó, al igual que los otros dos.
A finales de 1975, bajo la producción del destacado guitarrista Henri Bowane, Zaïko Langa Langa se fue de gira por Ghana durante un mes y medio, donde grabaron en Studio Essiebons su segundo LP y primer álbum doble titulado "Plaisir De L'Ouest Afrique", remasterizado y luego reeditado en 1993 como "Zaire-Ghana". Todavía en 1976, Manuaku Waku se une a Ray Lema, Bopol Mansiamina y muchos otros para formar una banda derivada, Les Ya Toupas du Zaire.
Después de que el conjunto regresara a Kinshasa, Mashakado dejó la banda para unirse a Yoka Lokole, Gina Efonge regresó después de no tener más depresión (aunque se fue en 1977 para formar su banda TP Libanko) y Meridjo Belobi fue liberado de prisión.
Bozi Boziana y Mbuta Mashakado se han reintegrado a Zaïko, tras el fracaso de Yoka Lokole. Manuaku Waku, N'Yoka Longo, Likinga Redo y Mashakado fueron seleccionados por Tabu Ley Rochereau para integrar la Orquesta Nacional de Zaire (ONAZA). Participan como miembros de la banda en FESTAC 77 en Lagos.
Belobi firma su reaparición en el grupo con el lanzamiento del sencillo "Sangela". A su regreso, juega alternativamente con Pablo. Boziana también brilla con el lanzamiento de sus canciones como singles, entre ellas "Diana Ya Mama", "Bibichana" y "Toutou". A principios de 1978, el grupo tuvo una sesión de grabación en el estudio RENAPEC. Las canciones grabadas durante la sesión se lanzaron como singles durante todo el año, incluidas "Pacha Labaran", "Mystère", "Likamuisi" y "Belingo" (una nueva versión de "Ndendeli"). La JMPR de Mobutu incluyó a miembros de Zaïko Langa Langa en una delegación para viajar a Europa, que era la primera vez que iban allí.
Teddy Sukami creó una banda secundaria llamada Les Casques Bleus. La formación de la banda había incluido a Lengi-Lenga y Yenga Yenga Junior. Este último se une al grupo Zaïko Langa Langa como suplente de Likinga, ya que tienen voces muy similares. Sukami lanzó la canción "Bongo Bouger" con este grupo en junio de 1978. El sencillo fue certificado oro por SONECA.
Zaïko Langa Langa grabó el éxito de N'Yoka Longo "Sentiment Awa" por primera vez a finales de año. Evoloko Jocker se reincorporó a la banda tras el fracaso de Isifi Lokole.
En diciembre de 1979, Zaïko Langa Langa celebró 10 años de existencia. A principios de 1980, tuvo lugar un concierto en honor del décimo aniversario en el Palais du Peuple de Kinshasa.

### Década de oro (1980-1989)

#### Salida de Manuaku e inducción de animadores (1980-1984)
Durante el primer trimestre de 1980, se lanzó el éxito "Obi" de Manuaku.
En septiembre de 1980, una revocación masiva de muchos miembros provocó varias disputas entre Manuaku Waku y otros miembros del grupo. Se fue con Cheikdan Mbuku, Mbuta Sanza, Otis Mbuta y Djudjuchet Luvengoka para formar Grand Zaïko Wawa. Meses después, hacia fines de año, se unieron a la banda el cantante JP Buse, los solistas Petit Poisson Avedila y Roxy Tshimpaka. También lanzaron el éxito "Fièvre Mondo", compuesto por Evoloko Jocker, que fue premiado como Mejor Canción del Año 1980. Aparte de esta canción, también se emitieron los sencillos "Solomo", "Viya" y "Crois-Moi".
El tercer LP del grupo, titulado "Gitta Production Présente Le Tout-Choc Zaïko Langa Langa", fue lanzado en 1981 y contenía cuatro canciones. Fue grabado durante una sesión de grabación de 8 canciones en Bruselas en Studio Igloo.
En septiembre de 1981, un grupo de músicos de la banda, que incluía a Bozi Boziana, dirigido por Evoloko Jocker, dejó la banda y formó Langa Langa Stars con el productor Verckys. Mientras tanto, los miembros de Zaïko tuvieron altercados con Verckys. Más tarde, este último recuperó los instrumentos que había prestado previamente al grupo en medio de un concierto en el Ciné Palladium, luego llamado Cinémax. Zaïko Langa Langa estuvo inactivo durante nueve meses sin instrumentos ni recursos financieros.
Las cuatro canciones restantes que se lanzarán de la sesión de Studio Igloo se lanzaron en 1982 en el cuarto LP de la banda llamado "Tout-Choc".
A pesar de todos estos problemas, los principales compositores de la banda compusieron varias pistas para aparecer en el quinto álbum de la banda. A mediados de 1982 lograron realizar una gira por Europa y grabaron las canciones preparadas en Kinshasa en Bruselas. Su quinto LP y segundo álbum doble fue lanzado en septiembre de 1982, bajo el título "Nkolo Mboka".
Durante la presentación oficial del álbum el 30 de octubre de 1982, en el programa de televisión Variété Samedi Soir, los espectadores presenciaron la inclusión de los atalaku (también llamados animadores) en la música congoleña moderna. El atalaku Nono Monzuluku y Bébé Mangituka, así como el percusionista Djerba Mandjeku Makale se unieron al grupo, proveniente del grupo tradicional Bana Odéon, con sede en Kintambo, donde se originó la animación. Durante las próximas décadas, casi todas las bandas de la escena musical congoleña introdujeron animadores como miembros.
El octavo álbum del grupo, "Muvaro", fue grabado a principios de 1983 en Studio I.A.D. en Brazaville. La canción homónima, compuesta por Lengi Lenga, fue un gran éxito. El sebeno melodioso de la canción fue interpretado por Beniko Zangilu Popolipo. Este último fue reclutado para reemplazar a Roxy Tshimpaka, quien anteriormente se había ido en 1981 con Evoloko y era uno de los "7 patrocinadores" de Langa Langa Stars. Popolipo también vino del retoño.
El siguiente LP del grupo titulado "Zekete Zekete 2ème Episode" también fue lanzado en 1983, precisamente en el mes de agosto. Fue grabado en París durante otra gira europea. Este álbum se convierte en el primero en tener animadores. El nombre del álbum está tomado del baile insignia de la banda en ese momento, el zekete zekete.

#### Liderazgo de N'Yoka Longo y gira japonesa (1984-1989)
DV Moanda murió el 10 de enero de 1984, a los 36 años. Hasta 1987 se realizaba un concierto anual en homenaje al fundador de la banda. Todavía a principios de 1984, la cantante Likinga Redo fue detenida en Grandola por posesión de drogas. Después de llorar a Moanda, un promotor de Gabón, Gustave Bongo (se dice que está relacionado con Omar Bongo), propuso a los administradores de la banda patrocinar la banda. El cantante Dindo Yogo también se unió a la banda ese mismo año.
Su décimo álbum llamado "On Gagne le Procès" fue lanzado en junio de 1984. Fue publicado en CD en 1992 por Sonodisc como "L'Authéntique Zaïko Langa Langa". El siguiente álbum, titulado "Le Tout Choc Zaïko Langa Langa en Europe", también se publicó en 1984. Durante las giras europeas de la banda, se grabaron discos en Europa, precisamente en Bruselas.
Al año siguiente, se lanzaron otros dos LP, entre ellos "Zaïko Eyi Nkisi", que incluía la tercera versión de "Etape", así como el éxito de Dindo Yogo, "Mokili Échanger", recorriendo la carrera musical de este último y también un poco parte de la historia política de Zaire. Bongo compró la sede de Zaïko, el Bar Ma Elika, lo reformó y lo rebautizó como N'Goss Club. Fueron finalistas en el Prix Découvertes RFI en 1986 como "segundo grupo afrocaribeño detrás de Kassav".
En octubre de 1986, Zaïko Langa Langa viajó a Japón para realizar espectáculos en universidades de Tokio, como parte de un festival, así como numerosos conciertos en Osaka y Sapporo. La gira se llamó Nippon Banzai. El nombre también se usó para el decimosexto LP de la banda del mismo título, una mezcla de canciones más antiguas de Zaïko. Sigue siendo uno de los álbumes congoleños más clásicos.
En diciembre de 1987, se lanzó el decimoctavo álbum del grupo, titulado "Subissez Les Conséquences". Ese mismo mes tuvo lugar un concierto de dos días en el Palais du Peuple para celebrar el 18 aniversario del grupo con invitados como Papa Wemba, Evoloko Jocker, Mavuela Somo y Félix Manuaku Waku.
En este momento, las tensiones eran altas dentro de la orquesta, debido a problemas de liderazgo, salarios y regalías impagas. El 6 de mayo de 1988 se fueron más de 11 integrantes de la banda, entre ellos Ilo Pablo, Bimi Ombale y Lengi Lenga, quienes también eran los cabezas de cartel de un nuevo grupo. Nace Zaïko Langa Langa Familia Dei. Likenga, que cumplió su condena en Portugal, se unió al grupo por un breve período. Después de esta división se desencadenó una disputa entre Zaïko Langa Langa Nkolo Mboka y Zaïko Langa Langa Familia Dei. La guerra también fue notable en los primeros discos de ambas facciones después de la división.
Zaïko Langa Langa lanzó su decimonoveno LP titulado "Jetez l'Éponge" en diciembre de 1989, un popurrí para presentar a los nuevos miembros de la banda.

### Post-separación, preparación de Avis de Recherche (1990-1999)
En 1990, Zaïko Langa Langa se convirtió en cabeza de cartel de conciertos en salas francesas, incluida la Maison de la Mutualité. Durante la gira grabaron su vigésimo álbum "Ici ça va...Fungola Motema", lanzado en el mes de abril, que contiene 6 canciones incluyendo "Exil" compuesta por Adamo Ekula. La canción fue aclamada Mejor canción del año 1991.
Al año siguiente, 1991, preparan su siguiente disco "Jamais Sans Nous". El álbum había incluido el éxito "Dede" compuesto por Jossart N'Yoka Longo. A continuación, inician otra gira entre París, Bélgica y Suiza con actuaciones en particular en La Madeleine.
Después de la gira, permanecen en Kinshasa durante 3 años y preparan el primer álbum en solitario de N'Yoka Longo, Avis de Recherche. Al mismo tiempo, realizaron numerosos conciertos, en particular un "fara-fara" (conciertos de duelo) contra Wenge Musica en el Hotel Intercontinental de Kinshasa, que ganaron, y también un concierto de reunión de dos días del clan Langa Langa el 15 – 16 de noviembre de 1993 con Papa Wemba y los miembros que se habían marchado anteriormente para crear Zaïko Langa Langa Familia Dei. Además de esos conciertos, también realizaron conciertos en África Oriental.
A principios de 1995, tras llegar a París para grabar su siguiente disco, protagonizaron un "concierto-duelo" con Pépé Kallé. Finalmente, el 31 de mayo de 1995, se lanzó el vigésimo segundo álbum de Zaïko Langa Langa, "Avis de Recherche". El álbum recibe un gran éxito que permite al grupo despegar otra gira europea de un año y medio.
A su regreso a Kinshasa, el grupo obtuvo contratos con Castel Beer en 1997. También reclutaron a jóvenes músicos para rejuvenecer su formación. Su nuevo álbum, Nous y Sommes, lanzado el 2 de octubre de 1998, fue grabado en un popular estudio local en Kinshasa, N'Diaye, que también produjo el disco.
El conjunto llegó a París en 1999, actuaron en el Festival de Cine de Cannes en mayo y luego grabaron el álbum Poison lanzado a fines de 1999.
Poco antes de la grabación del álbum, tres miembros principales del grupo, Meridjo Belobi, Oncle Bapius y Modikilo Modeste, dejaron la banda para formar Zaïko Langa Langa Universel. Aparte de una gira en París, el conjunto también actuó en el Benelux.
El mismo año, Yves Billon realizó y lanzó un documental sobre la banda "Zaïko Langa Langa, le goût du travail bien fait".
En 2002, Zaïko Langa Langa actuó en el mítico estadio Zenith Paris. Asistieron más de 6.000 aficionados y lo consideraron como el renacimiento o renacer de Zaïko. Ya en 1988, Zaïko, siendo muy popular en ese momento, hizo planes para actuar en Zenith pero la gran separación que se produjo en la banda lo detuvo.
Zaïko pasó 6 años y medio en Europa (2002–09). Se establecieron en Bruselas, Bélgica, pero aún realizaron giras por Europa. Durante ese tiempo, lanzaron tres álbumes de estudio: "Euréka!", "Empreinte", "Rencontres". Este último contó con exmiembros de Zaïko Langa Langa y actos asociados de la banda, incluido Tony Dee.

### Regreso exitoso a Kinshasa y 50 aniversario (2009-presente)
En 2009, el grupo volvió a Kinshasa. El grupo sufrió otra dislocación. La mayoría de los miembros permanecieron en Europa. Después de regresar con solo 8 músicos, tenían un equipo de reserva llamado Les Ganers, que se ha convertido en el equipo principal hasta ahora.
El 6 de agosto de 2011, lanzaron el álbum Bande Annonce. Debido a su gran popularidad, el 24 de agosto de 2011, el popular baile Mukongo ya koba (en francés: el lomo de la tortuga), fue premiado como "Mejor Baile" en la novena edición del trofeo Muana Mboka, celebrada en Gran Hotel en Kinsasa.
En diciembre, el álbum ocupó el primer lugar en la lista de éxitos de 2011, seguido de la suite Techno malewa y el final de Werrason.
El 2 de agosto de 2014, lanzaron el álbum Sisikaaaaaahh! Moto na moto na... tras la popularidad de su baile Maman Siska.
El 7 de septiembre de 2019, se lanzó el álbum Sève en honor a las festividades del 50 aniversario del conjunto.
Después de más de diez años de ausencia en los escenarios europeos, N'Yoka Longo y Zaïko Langa Langa actúan en el Palais des Beaux-Arts de Bruselas el 29 de febrero de 2020 para celebrar el jubileo de oro de la banda.
Desde finales de la década de 2000, un grupo de opositores al expresidente Joseph Kabila, los Combattants, han boicoteado las actuaciones de artistas congoleños, acusados de estar cerca del Gobierno. El día del concierto, unos cuarenta de ellos estaban presentes fuera de la sala, pero no lograron cancelar la actuación.

## Discografía

#### Álbumes de estudio
- Non Stop Dancing (1974)
- Plaisir de l'Ouest Afrique (double album, 1976)
- Gitta Production présente le Tout-Choc Zaïko Langa-Langa (1981)
- Tout Choc (1982)
- Nkolo Mboka (double album, 1982)
- La Tout Neige, Christine & Nalali Mpongui (1983)
- L'Orchestre de tous les Âges (1983)
- Muvaro / Etape (1983)
- Zekete Zekete 2è Épisode (1983)
- On Gagne le Procès (1984)
- Tout-Choc Anti-Choc Zaïko Langa Langa en Europe (1984)
- Zaïko Eyi Nkisi (1985)
- Tala Modèle Echanger (1985)
- Eh Ngoss! Eh Ngoss! Eh Ngoss! (1986)
- Pusa Kuna... Serrez Serrez! (1986)
- Nippon Banzai (1986)
- Papa Omar (1987)
- Subissez les Conséquences (1987)
- Jetez l'Éponge (1989)
- Ici Ça Va... Fungola Motema (1990)
- Jamais Sans Nous (1991)
- Avis De Recherche (1995)
- Sans Issue (1996)
- Backline Lesson One (1997)
- Nous Y Sommes (1998)
- Poison (1999)
- Eureka (2002)
- Empreinte (2004)
- Rencontres (2007)
- Bande Annonce (2011)
- Sève (2019)